# Kodra
Kodra (en ukrainien et en russe : Кодра) est une commune urbaine de l'oblast de Kiev, en Ukraine. Sa population s'élevait à 1 399 habitants en 2021.

## Géographie
Kodra est arrosée par la rivière Kodra, un affluent droit de la Teteriv, dans le bassin du Dniepr. Elle est située à 19 km au nord-ouest de Makariv et à 70 km à l'ouest de Kiev.

## Histoire
Le village de Kodra a été fondé en 1600. Il accéda au statut de commune urbaine en 1938. Pendant la Seconde Guerre mondiale, Kodra fut occupée par l'Allemagne nazie du 19 août 1941 au 10 novembre 1943, date de sa libération par le premier front ukrainien de l'Armée rouge, commandé par le général Vatoutine. Le 24 avril 1943, le village fut complètement incendié par les forces allemandes.

## Population
Recensements (*) ou estimations de la population :
| 1959* | 1970* | 1979* | 1989* |
| ----- | ----- | ----- | ----- |
| 2 237 | 2 107 | 2 070 | 1 991 |

| 2001* | 2011  | 2012  | 2013  |
| ----- | ----- | ----- | ----- |
| 1 750 | 1 485 | 1 459 | 1 443 |

| 2021  | - | - | - |
| ----- | - | - | - |
| 1 399 | - | - | - |